# Demeter (Deutschland)
Demeter ist ein deutscher Bio-Anbauverband, dessen Name 1932 in München für „biodynamische“ Produkte geschützt wurde. Die seit 1924 von Demeter-Mitgliedern praktizierte biologisch-dynamische Landwirtschaft basiert auf den landwirtschaftlichen Konzepten und der spirituell-esoterischen Weltanschauung der Anthroposophie Rudolf Steiners. Bereits 1930 entstand der Demeter-Wirtschaftsbund als Nachfolgeorganisation einer 1927 von anthroposophischen Landwirten gegründeten Verwertungsgenossenschaft. Die Rechte am Markennamen Demeter hält der Demeter-Bund e. V.
Das Produktspektrum von Demeter umfasst mehr als 3500 Lebensmittel sowie Kosmetika und Modeartikel, welche vorwiegend in Bioläden und Reformhäusern verkauft werden, seit einiger Zeit aber auch bei den meisten Supermarktketten.
Der Name leitet sich von der griechischen Mutter- und Fruchtbarkeitsgöttin Demeter ab.

## Geschichte

### Gründung der Verwertungsgenossenschaft und Vertriebsgesellschaft
1927 gründeten Landwirte, die nach anthroposophischen Ideen arbeiten, die Verwertungsgesellschaft „Demeter“ (später: Demeter-Wirtschaftsbund e. V.). Ab Januar 1930 wurde anstelle des anfänglichen internen Rundbriefes die Zeitschrift Demeter – Monatszeitschrift für biologisch-dynamische Wirtschaftsweise herausgegeben. Ihre Redakteure waren Erhard Bartsch und Franz Dreidax als enge Weggefährten Rudolf Steiners. Ab Juli 1933 war Bartsch alleiniger Herausgeber.

### Zeit des Nationalsozialismus
Erhard Bartsch und Franz Dreidax machten es sich zur Aufgabe, die höchsten Regierungs- und NSDAP-Parteikreise systematisch über die theoretischen und praktischen Aspekte der biologisch-dynamischen Wirtschaftsweise aufzuklären. Dazu wurden Vertreter von Partei und Regierung auch zur Besichtigung auf verschiedene biologisch-dynamisch bewirtschaftete Güter und zu den Wintertagungen des Reichsbundes für biologisch-dynamische Wirtschaftsweise auf Bartschs Hof in Bad Saarow eingeladen. Nachdem es gelungen war, die Gunst und Fürsprache des Hitlerstellvertreters Rudolf Heß zu erlangen, wurde auch die Belieferung des Rudolf-Heß-Krankenhauses mit Demeter-Gemüse aufgenommen.
1937 stellte Bartsch fest, „dass sich die führenden Männer der Demeter-Bewegung rückhaltlos mit ihren Kenntnissen und Erfahrungen dem nationalsozialistischen Deutschland zur Verfügung gestellt haben.“
Im Mai 1937 bereitete das Reichsministerium für Ernährung und Landwirtschaft eine Verordnung vor, um den Anbau von Demeter-Getreide zu verbieten. Um das Verbot abzuwenden, verfasste der landwirtschaftliche Berater Fritz Todts, Alwin Seifert, ein ausführliches Schreiben an Heß, um für die bio-dynamische Arbeitsweise zu werben. Der mit dem Fall betraute Reichsnährstand übergab die Angelegenheit der Landwirtschaftlichen Betriebsprüfung GmbH (LBP) in Berlin, deren wissenschaftlich verfasste Untersuchungsmethode Heß gegenüber von Seifert und Benno von Heynitz als parteiisch und voreingenommen kritisiert wurde. Daraufhin veranlasste Heß 1939 eine zweite Besichtigung durch Sachverständige der Schutzstaffel (SS). Den Vertretern der biologisch-dynamischen Höfe gelang es nachzuweisen, dass die LBP-Gutachter die Ernteergebnisse nur geschätzt hatten, die realen Erträge jedoch 50 % darüber lagen. Dieses Resultat überzeugte den Reichsnährstand und das Reichsernährungsministerium, und auf das geplante Anbauverbot von Demeter-Getreide wurde verzichtet.
Im Anschluss gab der Reichsminister für Ernährung und Landwirtschaft eine Erklärung ab, die Bartsch im Januar 1940 in Demeter veröffentlichte, in der auch im Namen von Heß erklärt wurde, dass man zwar im Sommer 1938 übereingekommen sei, dass jede Propaganda für oder gegen die Anwendung der biologisch-dynamischen Düngeweise und Reklame für dieselbe unterbleiben soll, der Leiter der Abteilung Biologie und Landwirtschaft, Konrad Meyer, dieser Vereinbarung jedoch energisch widersprochen habe und die biologisch-dynamische Arbeitsweise bekämpfe.
Wegen des Kriegsbeginns solle dieser Streit auf Geheiß Heß’ beigelegt werden. Am 18. Juni 1940 gelang es Bartsch schließlich u. a., Landwirtschaftsminister Walther Darré zu einem Besuch seines Demeter-Hofes zu bewegen, der sich beeindruckt zeigte.
Die Zeitschrift Demeter bejubelte in den ersten Jahren des Zweiten Weltkrieges die militärischen Siege der Wehrmacht und lobte den Führer in einem Leitartikel von September 1940 wie folgt: „Das soll unser Ziel und unsere hohe Aufgabe sein, gemeinsam mit unserem Führer Adolf Hitler für die Befreiung unseres lieben deutschen Vaterlandes zu kämpfen!“
Die teilweise Befürwortung der biologisch-dynamischen Wirtschaftsweise durch die Nazis beruhte nicht auf den Inhalten der anthroposophischen Philosophie, sondern auf der vermeintlichen „Ursprünglichkeit“ der landwirtschaftlichen Praxis.
Neben der seit 1939 bestehenden Kooperation zwischen Anthroposophen und SS zur Errichtung eines biologisch-dynamisch verwalteten Lehrguts auf einem enteigneten Posener Hof konnte die Mitarbeit mit Genehmigung Himmlers und gefördert durch den Leiter des SS-Wirtschafts- und Verwaltungshauptamtes, Oswald Pohl, und Günther Pancke an diversen Projekten nach dem Demeter-Verbot 1941 fortgeführt werden. Die nun der SS gehörenden, biologisch-dynamischen Betriebe wurden bis zum Kriegsende weiter bewirtschaftet, und der Anthroposoph und SS-Offizier Franz Lippert beaufsichtigte den biologisch-dynamischen Hof beim KZ Dachau. Der Chef des Rasse- und Siedlungshauptamts, Günther Pancke, hielt den biologisch-dynamischen Landbau bei der Bewirtschaftung des sogenannten Lebensraums im Osten für die einzig brauchbare Wirtschaftsweise „für die zukünftigen Wehrbauern und Bauern im Osten“.
In der Aktion gegen Geheimlehren und sogenannte Geheimwissenschaften wurden 1941 alle deutschen biologisch-dynamischen Organisationen und die Monatszeitschrift Demeter durch den Sicherheitsdienst (SD) und die Polizei verboten. Der Versuchsring agierte daraufhin verdeckt. Trotz dieser schwierigen Umstände konnte die biologisch-dynamische Wirtschaftsweise weiterentwickelt werden.

### Nach 1945
Nach dem Zweiten Weltkrieg bestand in der Demeter-Wirtschaft ein Mangel an Führungspersönlichkeiten. Die biologisch-dynamische Bewirtschaftung wurde in den nun sozialistischen Ländern im Osten Deutschlands verboten. In Westdeutschland wurde 1946 als Nachfolger des Versuchsrings der Forschungsring für Biologisch-Dynamische Wirtschaftsweise gegründet. Dieser ist Eigentümer der Schutzmarke Demeter. Es arbeiten dort Landwirte, Wissenschaftler und Berater zusammen. Dieses Gremium ist auch mit der Erarbeitung der Richtlinien für Erzeugung und Vermarktung der Demeterprodukte betraut.
Seit 1950 erscheint die verbandseigene Zeitschrift Lebendige Erde.
Am 16. Mai 1954 konstituierte sich auf dem Dottenfelderhof bei Frankfurt der Demeter-Bund e. V. Der Demeter-Bund ist berechtigt, in Form von Schutzverträgen Vertragsunternehmen das Recht zu verleihen, die Schutzmarke zu führen. Als Voraussetzung hierfür gilt eine zweijährige biologisch-dynamische Wirtschaftsweise.
Als erster ökologischer Anbauverband in Deutschland erließ Demeter 1994 Richtlinien für die Verarbeitung von Lebensmitteln und strukturierte sich zeitgleich neu. Es erfolgte eine auf Steiner beruhende aufgabenbezogene soziale Dreigliederung nach Geistes-, Rechts- und Wirtschaftsleben. Übergeordnetes Leitmotiv bildeten hierbei die Aspekte Regionalisierung und Subsidiarität.
1997 gründeten 19 weltweit unabhängige Demeter-Organisationen den Verein Demeter International e. V. Ziel dieses Vereins ist es, die biologisch-dynamische Wirtschaftsweise weltweit zu standardisieren. Ebenso strebt er eine Angleichung der Qualitätssicherungsprozesse der erzeugten Produkte an.
Seit den 2000er Jahren wurde auf Initiative von Joachim Bauck auch in Polen ein Demeter-Verband gegründet.
2007 gründeten die einzelnen Demeter-Foren den ersten gemeinsamen Verein Demeter e. V.
Im Jahr 2002 fügte Demeter seinen Statuten hinzu, dass die Mitgliedschaft in rassistisch orientierten Organisationen ebenso wie die Kooperation mit solchen unvereinbar mit den Zielen des Verbands seien.

### Kritik
Im Dezember 2020 veröffentlichte Demeter in ihrer Kundenzeitschrift Demeter Journal den Artikel Wenn wir uns trauen zu vertrauen. Darin wurde unter anderem eine angestrebte Zukunft „ohne Forschung und ohne Meilensteine“ beschrieben und es wird von Demonstrationen im Winter 2020 gesprochen, die die „Rettung unseres Planeten“ seien. In den sozialen Medien wurde dieser Beitrag kritisiert und Demeter Wissenschaftsfeindlichkeit und eine Nähe zur Querdenken-Bewegung vorgeworfen, auf die sich der Artikel beziehe. Demeter wies die Vorwürfe zurück, distanzierte sich von Querdenken und löschte den Artikel von der Website. Schon in der vorherigen Ausgabe des Demeter Journal war unter dem Titel Wenn wir wieder spüren ein ähnlicher Artikel erschienen, in dem es unter anderem hieß, dass sich „die Menschen eines Virus wegen nicht mehr hatten berühren dürfen und sich unter Masken hatten verstecken müssen,“ wodurch die Welt erkalte und der Mensch seiner Sinne „anfassen, riechen, schmecken, spüren“ beraubt würde. Die Artikel sind Teil einer Reihe von Vorfällen innerhalb von Bio-Verbänden, bei denen im Zuge der COVID-19-Pandemie verschwörungsideologische Äußerungen beobachtet werden konnten.

## Ideengeschichtliche Ausgangspunkte
Das Leitbild und die Konzeption der biologisch-dynamischen Landwirtschaft entstand Anfang der 1920er Jahre und wurde von Rudolf Steiner hellseherisch begründet. Es basiert auf Steiners Ansatz einer „spirituell-dynamisch orientierten Chemie“, dem eine ganzheitliche Sicht natürlicher Einwirkungen auf das Wachstum der Pflanze zu Grunde liegt.
Die Vortragsreihe (Landwirtschaftlicher Kurs) präsentierte diesen Ansatz in acht Teilen. Sie behandelte neben Mineralien, Humusbildung, Flora und Fauna auch den Einfluss von Sternkonstellationen als wesentlichen Faktor und sah in der Wirkung kosmischer Kräfte die Basis für den praktischen Landbau. Steiner schrieb eine organische Bodennutzung ohne Chemieeinsatz vor. Er betonte die Wichtigkeit von Fruchtfolge und Kompostierung zur Erhaltung der Fruchtbarkeit des Bodens. Auch die Mondstellung sollte bei der Wahl der Aussaattage berücksichtigt werden. Zur Kommunikation mit den Kräften der Natur griff man auch manchmal auf unkonventionelle Methoden zurück, so glaubte man kosmische Strahlen auffangen zu können, indem man Kuhhörner mit Kuhfladen füllte und in der Erde vergrub. Diese spezifisch anthroposophische Form der Düngeraufbereitung in Kuhhörnern nahm bei Steiner einen besonderen Stellenwert ein. Im Kontext des vierten Vortrags im Juni 1924 in Koberwitz, der sich mit der Düngungsfrage auseinandersetzte, beschrieb er diese Methode folgendermaßen: ... Wenn man etwa Quarz, Kiesel oder Feldspat in ein Kuhhorn stopfe und einen Winter lang einen „dreiviertel bis eineinhalb Meter tief“ vergrabe, sei danach „eine ungeheure Kraft darinnen an Astralischem und an Ätherischem“. Wenn man den Horninhalt im Frühjahr eine Stunde lang in einem halben Eimer Wasser verrühre, erhalte man mit einem stecknadelgroßen Stückchen davon, das man in einen Eimer Wasser gibt, ein verspritzbares Pflanzenmittel.
Die Demeter-Landwirtschaft begreift den landwirtschaftlichen Betrieb als eine Form lebendigen und individuellen Organismus, der auch von nicht-materiellen Einflüssen mitbestimmt wird. Diese Einflüsse werden als dynamische verstanden. In der Praxis bedeutet dies den Einsatz von biologisch-dynamischen Präparaten, die als Heilmittel für die Erde angesehen werden. Es gibt Kompost- und Spritzpräparate. Ihre Herstellung erfolgt durch definierte Zubereitung von speziellen Heilkräutern, Quarz oder Hornmist, die in kleinsten Mengen dem Dünger zugesetzt oder bei der Pflanzenbestellung eingesetzt werden. Eine Wirkung dieser Präparate ist wissenschaftlich nicht nachgewiesen.

## Qualitätssicherung und Verbreitung
Zur Anerkennung der Demeter-Qualität ist zunächst ein zweijähriger Anbau nach der biologisch-dynamischen Wirtschaftsweise erforderlich. Der Erzeuger der Demeter-Produkte hat bei der jährlichen Ernteerfassung mit seiner Unterschrift zu bestätigen, dass er die Anbauregeln eingehalten hat. Die Demeter-Qualität wird danach von einem Beauftragten des demetereigenen Forschungsrings für biologisch-dynamische Landwirtschaft anerkannt. Die Gütestelle des Forschungsrings führt stichprobenartig Qualitätskontrollen durch.
Demeter ist in rund 60 Ländern vertreten. 2018 wurde auf 1579 Höfen in Deutschland nach Demeter-Richtlinien gearbeitet, auf 231 Höfen in Österreich und 297 in der Schweiz. Der von dem Landwirt Erhard Bartsch am 1. Januar 1928 übernommene Hof Marienhöhe entwickelte sich in den 1930er Jahren zu einem Musterhof und Zentrum der Demeter-Bewegung. Der aus einer LPG hervorgegangene Hof Ökodorf Brodowin in Brodowin, im Landkreis Barnim, ist mit 1200 Hektar der größte Demeter-Betrieb Deutschlands.

## Eigenes Siegel und Verbandsanforderungen
Demeter zählt zu den Anbauverbänden, die zusätzlich zur EG-Öko-Verordnung und dem deutschen staatlichen Bio-Siegel ein verbandspezifisches Bio-Siegel – das Demeter-Logo – verwenden, dessen Anforderungen über diejenigen der EG-Öko-Verordnung und des deutschen staatlichen Bio-Siegel hinausgehen. Es darf nur durch Vertragspartner genutzt werden, die sich während des gesamten Anbau- und Verarbeitungsprozesses an die Richtlinien des Demeter-Verbandes halten und den Mitgliedsbeitrag im Demeter-Verband entrichten.
So sind beispielsweise nur 13 Lebensmittelzusatzstoffe erlaubt, das Enthornen von Rindern ist verboten, der Transportweg der Tiere zum Schlachthof wird auf höchstens 200 Kilometer begrenzt. Entgegen den Richtlinien gibt es bei Demeter dennoch auch Betriebe, die genetisch hornlose Rinder halten. Alle Tiere dürfen ausschließlich mit Biofutter gefüttert werden, wobei mindestens 80 % der Futterration für Wiederkäuer und mindestens 50 % des Gesamtfutterbedarfs Demeter-Qualität haben und 50 % davon wiederum vom eigenen Hof stammen muss. Die Haltung von Raufutterfressern ist – ausgenommen für Gärtnereien und Dauerkulturbetriebe, Versuchs- oder Forschungsbetriebe – obligatorisch, wobei eine vom Verband zu genehmigende Futter/Mist-Kooperation mit einem anderen ökologischen Betrieb geschlossen werden kann. Im Falle von Tierkrankheiten werden vorzugsweise biologische, anthroposophische, homöopathische und Naturheilverfahren angewendet. Bei der biologisch-dynamischen Saatgutzüchtung ist die Vermehrung und Züchtung von Hybridsaatgut (F1) nicht gestattet. Im Getreideanbau sind außer bei Mais keine Hybridsorten zugelassen. Der Anbau von Sorten, die mit Hilfe von Zellfusionstechniken gezüchtet wurden, ist grundsätzlich nicht erlaubt. Zum 1. Januar 2020 darf, mit einer Übergangsfrist von zwei Jahren, frisches Obst und Gemüse nicht mehr in Plastik verpackt angeboten werden.
Nach einer schlechten Ernte 2007 wurde verarbeitenden Betrieben im Jahr 2008 erstmals in der Geschichte des Verbandes eine kurzzeitige Beimischung von bis zu 30 Prozent Getreide gestattet, das nicht biologisch-dynamisch erzeugt wurde, aber der EG-Öko-Verordnung entsprach.

Demeter-Verbandslogo

### Markenname und Logo
Das Demeter-Logo wird seit 1928 verwendet. 1932 wurde der Begriff Demeter als Markenzeichen für Produkte der biologisch-dynamischen Wirtschaftsweise beim Patentamt München angemeldet. 1954 erhielt der Demeter-Bund die Warenzeichenrechte.

## Vermarktung
In den 1930er Jahren wurde der Verkauf bio-dynamischer Demeter-Produkte über Reformhäuser organisiert. In der Zeit des Nationalsozialismus wurden Demeter-Produkte von der Deutschen Versuchsanstalt für Ernährung und Verpflegung vermarktet, die auch mit Weleda kooperierte.
Der Marktanteil von Demeter bei ökologischen Produkten betrug Anfang 2004 zwischen sieben und acht Prozent bei einem Jahresumsatz von 200 Millionen Euro. Der Fokus liegt hierbei besonders auf der Direktvermarktung und dem Naturkostfachhandel. Im Oktober 2020 wurde Rewe Verbandsmitglied von Demeter. Folge ist laut Rewe, dass bundesweit in Rewe-Märkten Produkte nach den strengen Kriterien des Bioverbands Demeter zu erwerben sind.

## Konkurrierende Anbauverbände
Demeter gehört mit Naturland und Bioland zu den ältesten privaten Bio-Verbänden in Deutschland. Nach Bioland und Naturland ist Demeter in Deutschland hinsichtlich der Mitgliederanzahl der drittstärkste Verband. Gemessen an der Fläche belegten die Demeter-Betriebe in Deutschland mit 93.002 Hektar Anfang Januar 2020 den vierten Platz. Im August 2020 zählten Demeter 1700 Mitglieder, Bioland 8100 Mitglieder und Naturland 4000 Mitglieder in Deutschland und 70.000 weltweit. Demeter unterhält die umfangreichsten Richtlinien, was damit zu tun hat, dass zu den Richtlinien des biologischen Landbaus auch die esoterischen und unwissenschaftlichen Richtlinien gezählt werden.